# Мадонна канцлера Ролена
«Мадонна канцлера Ролена» (нід. De Maagd van kanselier Rolin) — картина художника Яна ван Ейка, що датується 1435 роком.
Ніколя Ролен (канцлер Бургундського герцогства при Філіпі Доброму), чий донаторський портрет написано у лівій частині полотна в молитві перед Мадонною, замовив цю картину для своєї парафіяльної церкви Нотр-Дам-дю-Шатель (фр. Église Notre-Dame du Châtel) в Отені, де вона перебувала до спалення церкви у 1793 році. Після перебування в соборі Отена, у 1805 році картина потрапляє до Лувру.

## Опис
На картині зображена Діва Марія з немовлям Ісусом на колінах, яку коронує ангел і яка сидить навпроти канцлера Ролена. Дійові особи розташовуються в італійській лоджії, декорованій колонами і барельєфами. На задньому плані видніється місто з річкою, яка перетинає його. Імовірно, це бургундське місто Отен, батьківщина Ролена. Деякі з численних земельних володінь канцлера в околицях Отена включені до пейзажу.
Маленький сад із квітами (троянди, іриси, конвалії, півонії), що видніється за колонами, символізує непорочність Діви Марії. Позаду саду проглядаються дві чоловічі фігури, які стоять спиною до глядача. У людині, одягненій у синє вбрання з червоним тюрбаном на голові і з палицею у лівій руці, багато хто бачить автопортрет самого художника. (На автопортреті Яна ван Ейка з колекції Національної галереї у Лондоні («Портрет людини у червоному тюрбані») ми помічаємо на художнику такий самий червоний тюрбан). Поруч із фігурами видно двох павичів, символів безсмертя і гордості.

## Фільмографія
- «Чудо в лоджії», фільм Алена Жобера[fr] із циклу «Палітри» (Франція, 1989).